# Hillsboro (Virgínia Ocidental)
Hillsboro é uma cidade  localizada no estado norte-americano de Virgínia Ocidental, no Condado de Pocahontas. A escritora Pearl S. Buck (1892-1973), prémio Nobel da Literatura de 1938, nasceu nesta localidade.

## Demografia
Segundo o censo norte-americano de 2000, a sua população era de 243 habitantes.
Em 2006, foi estimada uma população de 231, um decréscimo de 12 (-4.9%).

## Geografia
De acordo com o United States Census Bureau tem uma área de
0,9 km², dos quais 0,9 km² cobertos por terra e 0,0 km² cobertos por água. Hillsboro localiza-se a aproximadamente 636 m acima do nível do mar.

## Localidades na vizinhança
O diagrama seguinte representa as localidades num raio de 40 km ao redor de Hillsboro.